# Верх-Аскиз

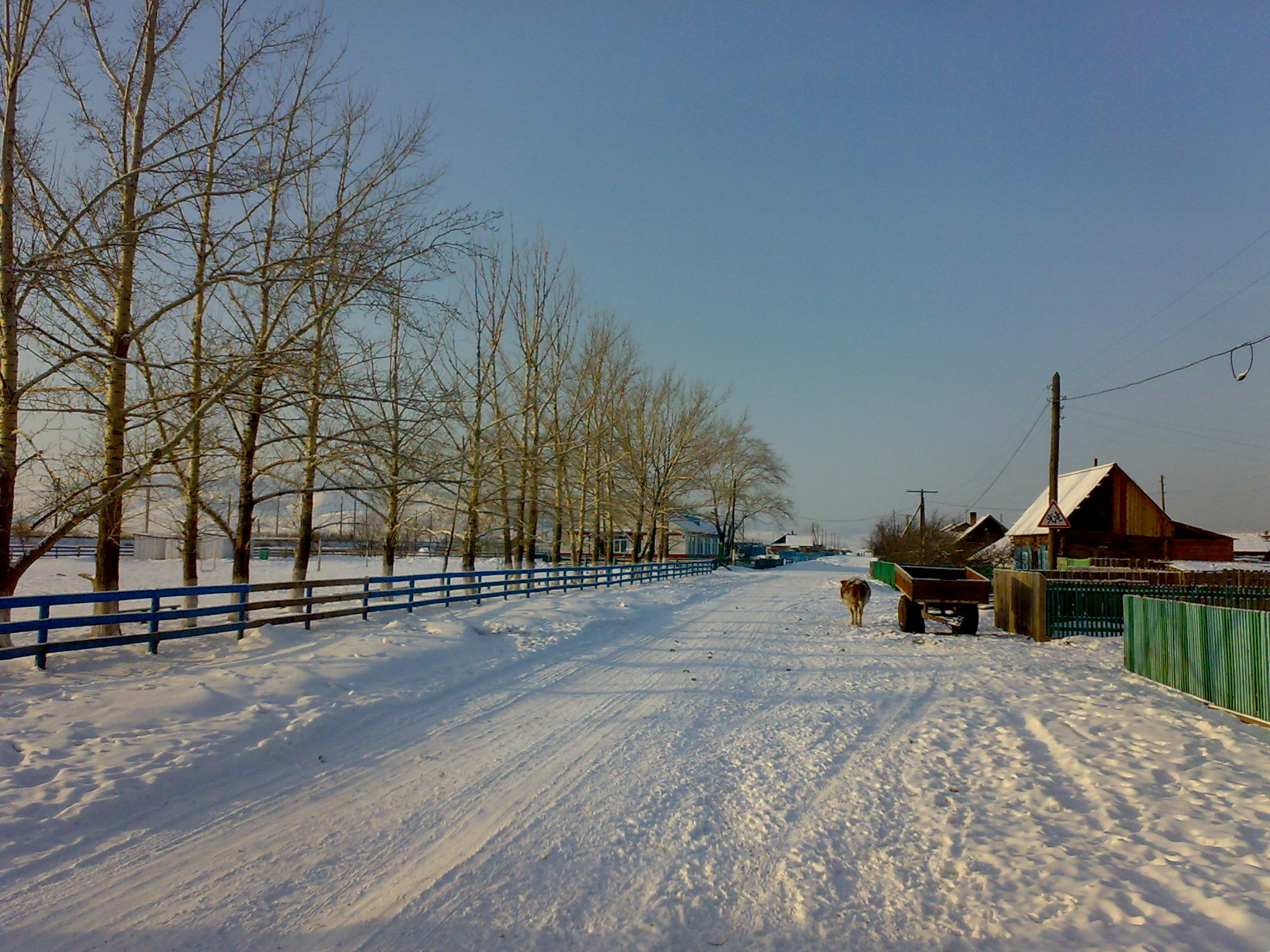
Вид на улицу

Верх-Аски́з (хак. Чоғархы Асхыс) — село в Аскизском районе Хакасии. Расположено в 25 км от райцентра — села Аскиз, в верховьях реки Аскиз.
Расстояние до ближайшей железнодорожной станции Казановская — 5 км, на платформе близ села ежедневно останавливается электричка Бискамжа - Аскиз - Абакан.
Число хозяйств — 272, население — 788 (01.01.2004).
Национальный состав — хакасы (97,2 %), русские, киргизы, немцы. Село образовалось в начале XX века из родовых поселений — аалов, расположенных недалеко друг от друга по левому берегу реки Большой Аскиз и правому берегу реки Малый Аскиз.
В селе работает средняя общеобразовательная школа (основана в 1914), фельдшерско-акушерский пункт, клуб, библиотека.

## Население
| 2002 | 2010 |
| ---- | ---- |
| 783  | ↘732 |

## Достопримечательности
В окрестностях села много курганов, где велись археологические раскопки.
Название «Верх-Аскиз» носят известные памятники:
- афанасьевский курган с впускной окуневской могилой на правом берегу реки Аскиз у скалы Хара-Хая;
- Окуневский памятник в селе;
- чаатас — могильник енисейских кыргызов